# Szilvás
Szilvás é um município da Hungria, situado no condado de Baranya. Tem 6,04 km² de área e sua população em 2019 foi estimada em 131 habitantes.